# ریبنیشتی
ریبنیشتی (به لاتین: Rybniště) یک منطقهٔ مسکونی در جمهوری چک است که در ناحیه دیتشین واقع شده‌است. ریبنیشتی ۱۲٫۷۱ کیلومتر مربع مساحت و ۶۷۴ نفر جمعیت دارد و ۴۶۰ متر بالاتر از سطح دریا واقع شده‌است.